# Станін (Люблінське воєводство)
Станін (пол. Stanin) — село в Польщі, у гміні Станін Луківського повіту Люблінського воєводства.
Населення — 799 осіб (2011).
У 1975-1998 роках село належало до Седлецького воєводства.

## Демографія
Демографічна структура станом на 31 березня 2011 року:
|          | Загалом | Допрацездатний вік | Працездатний вік | Постпрацездатний вік |
| -------- | ------- | ------------------ | ---------------- | -------------------- |
| Чоловіки | 394     | 77                 | 272              | 45                   |
| Жінки    | 405     | 78                 | 233              | 94                   |
| Разом    | 799     | 155                | 505              | 139                  |